# جيمس بنيامين سيمور
جيمس بنيامين سيمور (28 نوفمبر 1867 - 11 يونيو 1950)، كاتب ومؤلف في علم الطوابع من بريطانيا العظمى، وكان من هواة جمع الطوابع، وقد كتب بعض الأعمال الرئيسية في مجال الطوابع البريطانية.
جمع سيمور الطوابع البريدية لبريطانيا العظمى وأنشأ مجموعة من الطوابع والتاريخ البريدي لبريطانيا فازت بالعديد من الجوائز في المعارض الوطنية والدولية.

## أدب هواة جمع الطوابع
ساهم جيمس سيمور بالقسم الخاص بالطوابع البريطانية المنقوشة على الخطوط في كتاب كول بريفماركين-هاندبوخ، الذي نُشر في ألمانيا عام 1923. وقد حصل هو والمحرر الدكتور هربرت مونك معاً على ميدالية سيغر في عام 1931 لأفضل عمل في مجال الطوابع البريدية باللغة الألمانية في ذلك العام. كان سيمور أيضاً مؤلف طوابع بريطانيا العظمى: (الإصدارات المحفورة على الخطوط، من عام 1840 إلى عام 1853). وقد أكمل طبعة منقحة من الكتاب في عام 1950.

## نشاطه في علم الطوابع
كان جيمس بنيامين سيمور نشطاً في مجتمع هواة جمع الطوابع. فقد عمل رئيساً لكل من الاتحاد الدولي لهواة جمع الطوابع والجمعية الملكية لهواة جمع الطوابع في لندن. وفي أكاديمية هواة الطوابع، انتُخب عضواً مراسلاً. كما كان سيمور عضواً في الجمعية المالية لهواة جمع الطوابع.

## الجوائز والتكريم
حصل جيمس بنيامين سيمور على العديد من جوائز هواة جمع الطوابع من بلدهِ وبلدان أخرى. وقد وقع على قائمة هواة جمع الطوابع المتميزين في عام 1931، وأدرج اسمهُ في قاعة مشاهير الجمعية الأمريكية لهواة جمع الطوابع في عام 1951.

## وفاته
توفي جيمس بنيامين سيمور في 11 يونيو 1950.
وبعد وفاته، بيعت مجموعته من الطوابع والتاريخ البريدي لبريطانيا في مزاد علني من قبل روبسون لوي.